# Farroupilha II (navio)
O Farroupilha II foi um lanchão-capitânia construído e comandado por Giuseppe Garibaldi, com o propósito de conquistar Laguna, considerado pelo exército farroupilha porto estratégico para os revolucionários, já que a conquista do porto de Rio Grande era considerada impossível pois era fortemente defendido pelo exército imperial. Por volta de junho de 1839 o Farroupilha, junto com o Seival, foi conduzido por terra puxado por juntas de bois, e por água aproveitando-se das formações lacustres do Rio Grande do Sul e Sul de Santa Catarina. Em 14 de julho de 1839 rumou a Laguna, mas no caminho foi surpreendido por uma forte tempestade. Próximo à barra do Rio Araranguá, no litoral de Jaguaruna, o Farroupilha foi a pique matando muitos revolucionários. Poucos farrapos sobreviveram, e entre eles estava Garibaldi, que se salvou "milagrosamente".
Um fato curioso em relação ao Farroupilha II é quanto ao local de seu naufrágio. Como a única referência descrita na época dava conta da região entre a barra do Camacho e a barra do Rio Araranguá, não se sabia ao certo o verdadeiro local. Alguns estudos feitos anos depois, baseados em relatos da época dos próprios tripulantes sobreviventes, dão conta que o local seria a faixa litorânea entre os balneários Campo Bom e Esplanada, ambos no município de Jaguaruna.